# 阿爾馬希夫卡
47°14′57″N 30°11′52″E / 47.24917°N 30.19778°E
阿爾馬希夫卡（烏克蘭語：Армашівка）是位於烏克蘭西南部的村莊，由敖德萨州贝雷济夫卡区的彼得羅維里夫卡市鎮負責管轄。該村始建於1783年，面積3.05平方公里，海拔高度39米，2001年人口724，人口密度每平方公里237.38人。